# Diego Perrone
Diego Perrone, vollständiger Name Diego Rafael Perrone Vienes (* 19. November 1977 in Montevideo) ist ein ehemaliger uruguayischer Fußballspieler.

## Karriere

### Verein
Der nach Vereinsangaben 1,68 Meter große Stürmer begann seine Laufbahn in der Apertura 1996 beim uruguayischen Erstligisten Danubio. Dort spielte er in der Folge bis zur Clausura 2003. In diesem Zeitraum wurde er 163 mal in der Primera División eingesetzt. Dabei erzielte er 49 Treffer. Größter Erfolg war der Gewinn des Torneo Apertura 2001 sowie des Torneo Clausura 2002. In der Apertura 2003 schloss er sich dem mexikanischen Verein Atlas Guadalajara an, für den er in der Primera División Mexikos 16 Partien bestritt und fünf Tore schoss. Informationen, nach denen er anschließend bereits im Torneo Clasificatorio 2004, das Danubio ungeschlagenen gewann, wieder in zehn Spielen für seinen vormaligen Verein aktiv war, widerlegen die Angaben des Vereins auf dessen Internetpräsenz, der ihn nicht im Mannschaftskader dieses Turniers führt. Vielmehr wird dort vermerkt, dass er zur Apertura 2004 zurückkehrte und anschließend zum Sieg zunächst beim Torneo Clausura 2004 und schließlich dem Gewinn der zweiten uruguayischen Meisterschaft der Vereinsgeschichte beitrug. Dabei erzielte er den die Meisterschaft entscheidenden Treffer beim Sieg über Nacional Montevideo. In der Saison 2004/05 wechselte er dann in die Schweizer Challenge League, wo er beim AC Lugano in 16 Spielen sechs Treffer erzielte. In der Folgesaison wird ebenso ein Engagement beim italienischen Serie-B-Club Catania Calcio (ein Spiel, kein Tor) wie auch eines beim griechischen Verein Levadiakos (sechs Spiele, kein Tor) geführt. Seinen Europaaufenthalt beendete er sodann und schloss sich in der Apertura 2006 Nacional Montevideo (zwölf Spiele, zwei Tore) an, zog aber bereits in der Apertura 2007 weiter zum paraguayischen Erstligaverein Olimpia Asunción. In der Saison 2007/08 stand er dann wieder im Kader der Bolsos. Seit der Spielzeit 2008/09, in der er 23-mal in der Primera División auflief (fünf Tore), war er wieder für Danubio tätig. In der Apertura 2009 folgte noch eine weitere Unterbrechung, als er für Central Español 13 Spiele bestritt und zwei Tore schoss. Anfang Januar 2010 kehrte er zu Danubio zurück und absolvierte bis zu seinem letzten Einsatz am 21. Oktober 2012 weitere 65 Liga-Spiele, in denen er 14 mal traf. Dort zog er im Februar 2012 mit seinem zwischenzeitlich erzielten 72. Treffer für Danubio an Rubén „Polillita“ Da Silva (71 Tore), dem bisherigen Rekordtorschütze der Vereinshistorie, vorbei und hat seither diesen Titel inne. Im Jahr 2012 gewann er auch das Torneo de Honor mit seinem Club. Am 27. März 2013 beendete er mit einem 1:1 endenden Abschiedsspiel seines Stammvereins Danubio gegen Athletico Paranaense seine aktive Karriere.

### Nationalmannschaft
In der uruguayischen U-23-Auswahl kam er beim „Torneo Preolímpico“ in Brasilien im Jahr 2000 in zwei Länderspielen (kein Tor) zum Einsatz. Perrone spielte zudem für die uruguayische A-Nationalmannschaft. Er debütierte am 8. Juni 2003 unter Nationaltrainer Juan Ramón Carrasco, als er beim 2:0-Auswärtssieg im Freundschaftsländerspiel gegen die Auswahl Südkoreas in der 90. Spielminute für Germán Hornos eingewechselt wurde. In seinem dritten Länderspiel am 24. Juli 2003 gegen Peru wirkte er als Mannschaftskapitän. Sein letzter Einsatz für die Nationalelf datiert vom 15. Oktober 2003 beim 2:0-Auswärtssieg gegen die mexikanische Nationalmannschaft. Perrone schoss beide Tore der Begegnung. Insgesamt bestritt er fünf Länderspiele mit der Celeste. Dabei erzielte er zwei Treffer.

### Erfolge
- Uruguayischer Meister 2004
- Torneo Apertura 2001
- Torneo Clausura 2002, 2004
- Torneo de Honor 2012
- Rekordtorschütze Danubios

## Privates
Perrone ist der Schwager von Álvaro Recoba.